# NGC 6754A
NGC 6754A (другие обозначения — PGC 62816, ESO 231-23, IRAS19048-5107) — спиральная галактика (Sb) в созвездии Телескоп.
Этот объект не входит в число перечисленных в оригинальной редакции «Нового общего каталога» и был добавлен позднее.